# Gentile Virginio Orsini
Gentile Virginio Orsini, auch bekannt als Gentile Virgilio (* um 1445 in Bracciano; † 17. Januar 1497 in Neapel) war ein italienischer Condottiere, Conte di Tagliacozzo, Conte di Albe und Herr von Bracciano.

Wappen der Orsini di Bracciano

## Leben
Der Sohn von Napoleone Orsini und Neffe von Orso Orsini war Söldner im Dienste des Königreichs Neapel und Herr von Bracciano.
Nachdem er von Fabrizio Colonna der Grafschaften Albe und Tagliacozzo beraubt worden war, wurde er 1481 von Sixtus IV. zum Grafen von Campagnano ernannt. Im Mai 1484 beteiligte er sich zusammen mit Girolamo Riario an der Gefangennahme des Protonotars Lorenzo Oddone Colonna, der für die Plünderung und Verbrennung seines eigenen Hauses in Monte Giordano verantwortlich war.

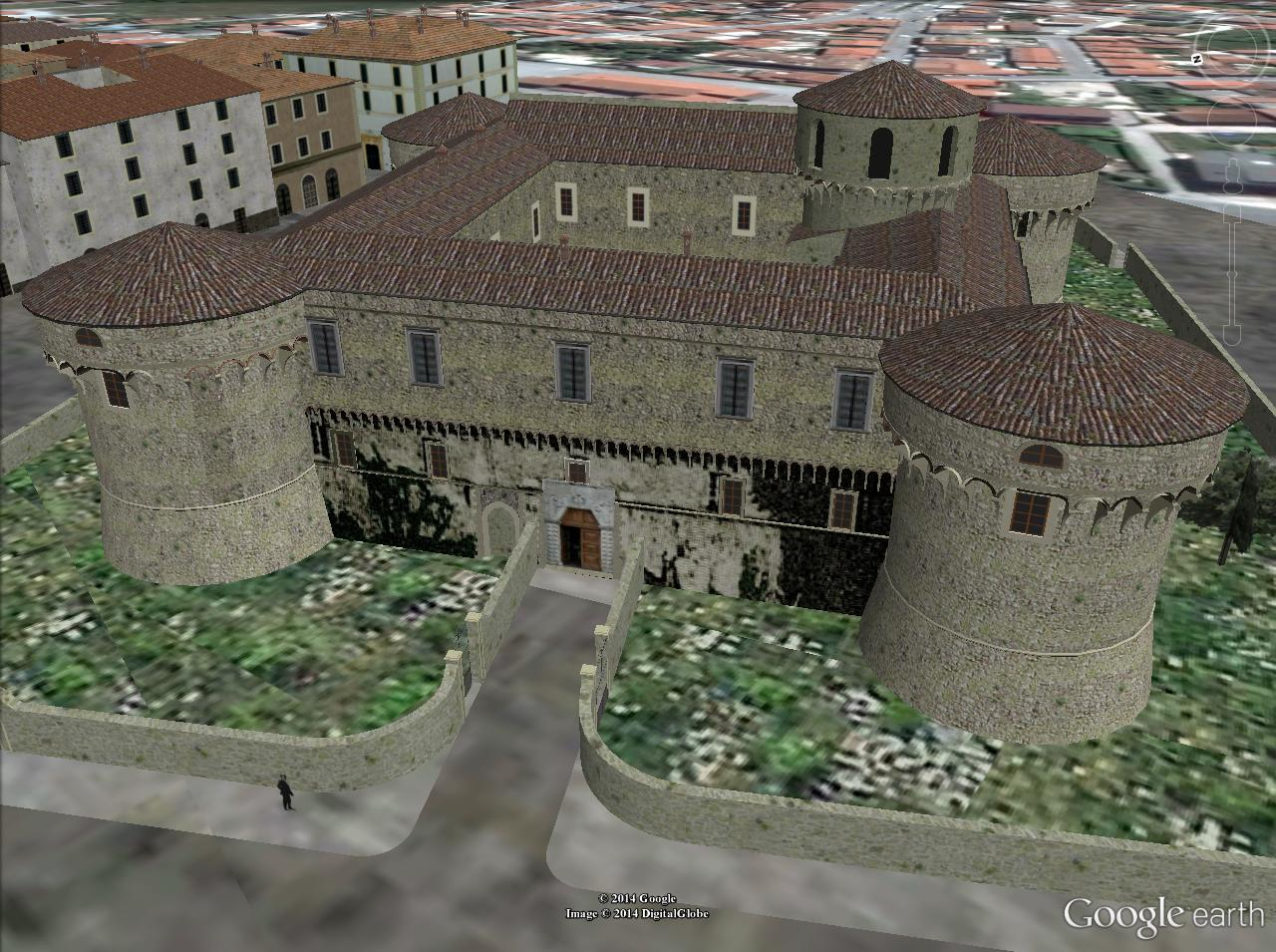
Grafische Rekonstruktion des Castello Orsini-Colonna n Avezzano vor dem Erdbeben von 1915

Er war stark in die Kämpfe zwischen dem Papsttum, der Familie Colonna und den anderen Herrschern der italienischen Staaten des 15. Jahrhunderts, insbesondere den Königen von Neapel, verwickelt. Im Jahre 1486 besiegte er die neapolitanischen Barone unter Antonello Petrucci in der Schlacht von Montorio. 1494 wurde er von Karl VIII. von Frankreich gefangen genommen, entkam aber wie durch ein Wunder in der Schlacht von Fornovo. In dieser Zeit kämpfte er mehrmals um die Grafschaften der Abruzzen und erhielt nach dem Tod von Innozenz VIII. 1492 von Franceschetto Cybo die Grafschaft Anguillara und die Castra von Cerveteri, Monterano und Viano.
Orsini blieb den Aragoniern treu ergeben, war jedoch wegen der fehlenden finanziellen Unterstützung durch die Lega und des vom König von Neapel bestätigten endgültigen Verlustes der Grafschaften Albe und Tagliacozzo an seinen Feind Fabrizio I. Colonna verärgert. Im Jahr 1495 beschloss er, sich der französischen Fraktion anzuschließen, was ihm die Unterstützung des Herrschers von Aragon kostete, der den Wünschen Alexanders VI. nachkam, der sich den Bracciano aneignen wollte. Orsini wollte nicht aufgeben und wurde nach der Eroberung von Atella im September 1496 in Neapel inhaftiert und starb Anfang 1497 in Castel dell’Ovo, möglicherweise auf Befehl des Papstes vergiftet.

## Familie
Gentile Virginio war mit Isabella, Tochter von Raimondo Orsini und Eleonora von Aragon, und mit Trifalda Orsini, Contessa von Pitigliano verheiratet. Er hatte vier Söhne:
- Carlo (?–1505), unehelicher Sohn, Condottiere
- Giambattista, Priester
- Gian Giordano (?–nach 1513), sein Nachfolger im Lehen von Bracciano
- Annibale Antonio (?–1555), unehelicher Sohn und Literat